# Gabronorita
Les gabronorites són roques plutòniques que pertanyen al grup de les roques gabroides. Estan formades per plagiòclasi càlcica així com per clinopiroxè i ortopiroxè a parts aproximadament iguals. També presenten menys d'un 5% d'olivina.